# Тейлор, Роберт (учёный)
Роберт Уильям Тейлор (англ. Robert William Taylor, известный также как «Bob Taylor», 10 февраля 1932, Даллас, Техас, США — 13 апреля 2017, Вудсайд, Калифорния, США) — американский учёный, пионер интернета. Возглавлял коллективы, которые внесли большой вклад в создание персонального компьютера и другие смежные технологии. Был директором ARPA’s Information Processing Techniques Office с 1965 до 1969, основателем и впоследствии менеджером Xerox PARC’s Computer Science Laboratory с 1970 до 1983, основатель и помощник юриста Digital Equipment Systems Research Center в 1996.
Тейлор работал на Министерство обороны США и в 1960-х годах запустил прототип интернета — Arpanet. Затем он работал в Xerox Palo Alto Research Center (Xerox PARC), где руководил командой, которая разрабатывала персональный компьютер, технологию передачи данных Ethernet и компьютерный дисплей.
Под его руководством учёные Алан Кей, Батлер Лэмпсон и Чарльз Текер создали персональный компьютер Alto. Он был оснащён экраном размером с лист бумаги и впоследствии приобрел графический дисплей. Тейлор также участвовал в разработке компьютерной мыши.
Был отмечен среди прочего Национальной медалью технологий и инноваций и премией Дрейпера. Тейлор говорил: «Интернет это не просто технология, это общение. Интернет соединяет людей, которые разделяют интересы, идеи и потребности, независимо от географии.»

## Ранние годы
Его приёмный отец, преподобный Раймонд Тейлор, был служителем протестантской церкви. Поэтому семья постоянно переезжала, переходя от прихода к приходу. Пропустив через это несколько классов Роберт получил высшее образование в Южном методическом университете в возрасте 16 лет.
Во время Корейской войны (1952—1954) служил в составе Резерва ВМС США, позже вернулся к своим занятиям в Техасском университете в Остине. В период обучения он был «профессиональным студентом», принимая курсы для удовольствия. Для получения степени бакалавра он сдал экзамены по экспериментальной психологии (1957), математике, философии, английскому языку и религии. Его ранние исследования были посвящены исследованиям головного мозга и нервной системы.
В 1959 году он в том же университете получил степень магистра в области психологии. По словам Тейлора, «Ассистенты преподавателей в отделе убеждали меня, чтобы получить докторскую степень, но, чтобы получить докторскую степень в области психологии в те дни, может быть, до сих пор, вы должны квалифицироваться и пройти курсы из патопсихологии, социальной психологии, клинической психологии и психологии развития, ни одна из которых меня не интересовала. Я был заинтересован в изучении физиологической психологии, психоакустике, то есть части психологии, которая занимается исследованием нервной система, вещами, которые больше похожи на прикладную физику и биологии. Так что я не хочу тратить время на курсы в этих других областях, и поэтому я сказал, что я не собираюсь получать звание доктора философии».
После окончания Техасского университета преподавал математику, обучался в подготовительной школе во Флориде играл в баскетбол в Howey Academy.
Затем работал инженером в авиационной компании, участвовал в проектировании Першинга-1 в должности инженера старших систем для оборонного подрядчика компании Martin Marietta (1960—1961) в Орландо, штат Флорида. В 1962 году был приглашён в Управление перспективных исследований и технологий Национального управления по аэронавтике и исследованию космического пространства (НАСА) в качестве менеджера программы, предназначенной для пилотируемого управления полетом и отображения моделирования управления полетом.

## Карьера в сфере IT-технологий
Администрация Джона Ф. Кеннеди поддерживала научные проекты НАСА, такие как космическая программа Аполлон для пилотируемой посадки на Луну. В конце 1962 г. исследователь познакомился с Джозефом Ликлайдером, который возглавлял Офис Information Processing Агентстве перспективных исследований проекта (ARPA) в Министерстве обороны США. Д.Ликлайдер защитил дипломную работу по психоакустике, по которой Тейлор ранее написал статью, в которой спрогнозировал новые способы применения компьютерной техники.
Ещё один сторонник компьютеризации Дуглас Энгельбарт в Стэнфордском научно-исследовательском институте в г. Менло-Парк, (штат Калифорния) финансировал исследования в сфере технологий компьютерного дисплея в SRI, которые помогли Тейлор создать компьютерную мышь.
Осенью 1968 года команда Joint Computer Conference в Сан-Франциско в составе Д. Энгельбарта, Билла Инглиша, Джеффа Рулифсона и других ученых научно-исследовательского центра SRI продемонстрировала на большом экране, как можно удаленно управлять компьютером. Исследователи управляли компьютером в городе Менло-парк при этом сами находились на сцене в Сан-Франциско, используя созданную Тейлором мышь

### ARPA
В 1965 году ученый перешел из НАСА в Управление перспективных исследовательских проектов Министерства обороны США (ARPA), где был назначен на должность заместителя Айвена Сазерленда. Управление финансировало несколько крупных программ в области передовых исследований в области вычислительной техники в крупных университетах и корпоративных научно-исследовательских центрах по всей территории Соединенных Штатов. Среди компьютерных проектов, поддерживаемых ARPA было распределение времени, в котором много пользователей могут работать на терминалах, чтобы задействовать один большой компьютер. Пользователи могут работать в интерактивном режиме, вместо того, чтобы использовать перфокарты или перфоленты. В офисе Тейлора в Пентагоне располагался терминал, подключенный к распределению времени в МТИ, другой терминал был подключен к Berkeley Timesharing System в Калифорнийском университете в Беркли, а ещё один — к Корпорации развития системы в г. Санта-Моника (Калифорния). Он отметил, что каждая система была доступна сообществу пользователей, но была изолирована от других групп пользователей.
Он также рассчитывал построить компьютерную сеть для подключения всех ARPA-спонсируемых проектов, чтобы объединить их через один терминал. В июне 1966 года он был назначен директором Офиса Information Processing Techniques Office (IPTO) и до 1969 года руководил проектом ARPANET.
Тейлор убедил директора ARPA Чарльза Херзфелда, профинансировать сетевой проект в феврале 1966 года и нанял Роберта Лоуренса из MIT Lincoln Laboratory, чтобы быть её первым руководителем программы.
Ликлидер продолжал обеспечивать руководство и Уэсли Кларк предложил использовать выделенный компьютер Interface Message Processor на каждом узле сети вместо централизованного управления. ARPA выпустил запрос цены (объявления), чтобы построить систему, которая была присуждена Bolt Beranek и Ньюман (BBN Technologies). ATT Bell Labs и IBM Research были приглашены, но не были заинтересованы. На ключевой встрече в 1967 году большинство участников сопротивлялись тестированию новой сети; они думали, что это приведет к замедлению их исследований.
В 1970 году Тейлор переехал в г. Пало-Альто (Калифорния), как оказалось, для своего следующего исторического задания.

### Xerox
Технологии, разработанные в PARC в период с 1970 по 1983 годы, были направлены на развитие ARPAnet, что стало применяться впоследствии в Интернете, а также системы, которые поддерживают современные персональные компьютеры. Они включали:
- Мощный персональный компьютер метод Xerox Alto) с оконными дисплеями и графическими предназначенных для пользователя интерфейсами, которые были основой Macintosh.
- Ethernet, которые сети на локальные компьютеры здания или кампуса; и первая Интернет, сеть, которая подключена к сети Ethernet к утилизационной ПУП ARPAnet (PARC универсальный протокол), предшественник TCP/IP.
- Электроника и программное обеспечение, которые привели к появлению лазерного принтера и графических программ, которые позволили Джону Уорноку и Чак Гешке создать Adobe Systems.
- "Что вы-видите-то-вы-получаете (WYSIWYG) программы обработки текстов, таких как Bravo, которые Чарльз Симони взял Microsoft, что стало основой для Microsoft Word.

После одной из длительных отсутствий Элкинда, Спенсер и Тейлор согласились на бюджетные ассигнования на CSL и, что самое важное, проводить исследования в PARC (информатика в сравнении с физикой, например).

### Группа SRC
Руководство Xerox не смогло убедиться в возможности разработки персональных компьютеров, и исследователи ушли из компании. Тейлор был нанят Кеном Олсеном с Digital Equipment Corporation, и сформировали Центр системных исследований SRC в Пало-Альто. Многие из прежних исследователей CSL пришел работать в SRC. Среди проектов в ГКЗ были язык программирования Модула-3; кэш, который следит, как используется в многопроцессорной рабочей станции Firefly; первая многопоточная система Unix; первый редактор интерфейса пользователя и сетевая система Window.

## Отставка и смерть
Тейлор ушёл в отставку в 1996 году и жил до конца жизни в г. Вудсайд (Калифорния).
В 2000 году он высказал два опасения по поводу будущего Интернета: контроль и доступ. По его словам:
 Большое количество людей в Интернете является большей угрозой, чем на шоссе. Возможно, придется сформировать сеть, которые будет воспроизводить себя, которую очень трудно или невозможно будет убить. Я хочу, чтобы каждый имел право использовать его, но там должен быть какой-то способ застраховать себя от ответственности. 
 
 Будет ли она свободно доступной для всех? Если нет, то это будет большим разочарованием.
13 апреля 2017 года, Роберт Тейлор умер в своем доме в Вудсайд, Калифорния. Его сын сказал, что он страдал болезнью Паркинсона и имел другие проблемы со здоровьем.

## Награды
- Национальная медаль США в области технологий и инноваций
- Премия Дрейпера[4].